# 金托河

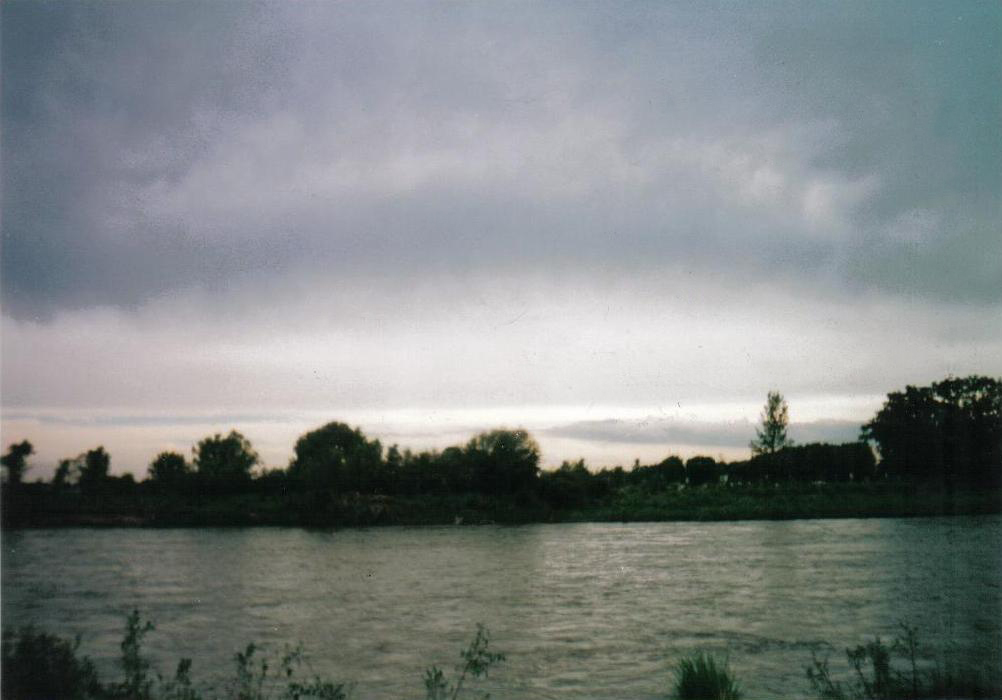
金托河

金托河（西班牙語：Río Quinto）是阿根廷的河流，位於該國中部，河道全長375公里，流域面積34,360平方公里，發源自聖路易省，最終注入薩拉多河，河畔城鎮有梅塞德斯鎮。